# Cristina Vasiloiu
Cristina Vasiloiu (* 4. März 1988 in Pitești) ist eine ehemalige rumänische Mittelstreckenläuferin, die sich auf die 1500-Meter-Distanz spezialisiert hatte.
2007 wurde sie Achte bei den Leichtathletik-Halleneuropameisterschaften in Birmingham und schied bei den Weltmeisterschaften in Osaka im Vorlauf aus.
2008 wurde sie vom rumänischen Olympiateam suspendiert, nachdem bei einer Dopingkontrolle die A-Probe positiv auf Erythropoietin (EPO) getestet wurde.

## Persönliche Bestzeiten
- 800 m: 2:04,54 min, 27. Mai 2007, Bukarest
- 1500 m: 4:04,12 min, 4. Juni 2008, Kalamata
  - Halle: 4:13,32 min, 2. März 2007, Birmingham
- 3000 m: 8:56,07 min, 3. Juni 2007, Bukarest
- 5000 m: 15:07,7 min, 11. Mai 2008, Craiova